# Gran Premio d'Australia 2020
Il Gran Premio d'Australia 2020 sarebbe dovuto essere la prima prova della stagione 2020 del campionato mondiale di Formula 1. Avrebbe dovuto avere luogo domenica 15 marzo sul circuito di Albert Park a Melbourne.
A poche ore dalla prima sessione di prove libere la Federazione decide di annullare il Gran Premio a causa della pandemia di COVID-19, dopo che un meccanico della McLaren è risultato positivo al SARS-CoV-2. È stato il primo Gran Premio a essere stato annullato dal Gran Premio del Bahrein 2011, non disputatosi per via della Primavera araba.

## Vigilia

### Aspetti tecnici
Per questa gara, la Pirelli, fornitrice unica degli pneumatici, aveva portato gomme di mescola C2, C3 e C4.
La FIA aveva stabilito tre zone in cui si può attivare il Drag Reduction System, confermando quanto avvenuto a partire dal 2018: oltre il rettilineo d'arrivo e il tratto di pista tra le curve Jones e Whiteford (curve 2 e 3), con un unico punto per la determinazione del distacco tra piloti fissato prima della curva 14, è compreso anche il tratto tra la curva 12 e la 13. In questo caso il detection point è posto prima della curva 11.
La Ferrari e la Red Bull Racing inviano una lettera alla Federazione Internazionale dell'Automobile in merito al rispetto del regolamento tecnico del nuovo volante della Mercedes, il cosiddetto DAS (Dual Axis Steering), che permette di modificare la convergenza delle ruote anteriori, con un semplice movimento del volante da parte del pilota. La scuderia austriaca ha anche annunciato che, nel caso la FIA considerasse legale lo strumento, proporrà un ulteriore reclamo, dopo la gara. Secondo i ricorrenti tale elemento modificherebbe i parametri della sospensione in rettilineo con un influsso aerodinamico.

### Aspetti sportivi
L'ex Scuderia Toro Rosso cambia il suo nome in Scuderia AlphaTauri per promuovere l'omonimo marchio di moda creato nel 2016, come estensione dell'universo Red Bull, abbandonando così dopo quattordici anni la precedente denominazione: il nuovo nome deriva dalla stella rossa della costellazione del Toro e rende omaggio alla società fondatrice.
La Williams promuove Nicholas Latifi, pilota di riserva, quale nuovo pilota titolare, assieme al confermato George Russell. Il canadese prende il posto di Robert Kubica. Il polacco diventa pilota di riserva all'Alfa Romeo Racing. Latifi sceglie come numero di gara il 6, utilizzato per l'ultima volta dal campione del mondo 2016 Nico Rosberg, in omaggio alla sua città natale Toronto.
Rientra nel campionato il francese Esteban Ocon, che diventa pilota titolare alla Renault, in luogo di Nico Hülkenberg, dopo una stagione da pilota di riserva alla Mercedes e alla Racing Point. Ocon ha già disputato 50 Gran Premi di Formula 1, tra il 2016 e il 2018, con Manor e Force India.
La tenuta della gara era stata messa in dubbio dall'esplosione della pandemia di COVID-19, che ha coinvolto diversi paesi del mondo, e che ha portato al rinvio del Gran Premio di Cina. In un primo momento gli organizzatori decisero, comunque, di svolgere la gara con la presenza di spettatori.
Ross Brawn, managing director del campionato, aveva affermato che qualora a qualche team fosse impedito di raggiungere un luogo di gara, per delle limitazioni al trasporto internazionale, il Gran Premio sarebbe stato cancellato. Nei giorni precedenti al Gran Premio tre membri di alcune scuderie vengono trovati positivi al virus, e isolati negli alberghi nei quali alloggiavano. Il governo australiano, l'11 marzo, decide per la chiusura degli ingressi ai cittadini italiani e a coloro che hanno trascorso un periodo in Italia nelle ultime tre settimane, essendo l'Italia uno dei paesi più colpiti dalla pandemia. Il provvedimento non ha impatto sul personale della Ferrari, della Pirelli e della Scuderia AlphaTauri, già presenti a Melbourne. A seguito di questi casi, molti cittadini di Melbourne chiedono l'annullamento della gara, il cui svolgimento viene criticato anche da Lewis Hamilton e Kimi Räikkönen. Il giorno successivo la McLaren, a causa della positività al SARS-CoV-2 di un proprio meccanico, decide di non prendere parte alla gara.
Il pericolo di un annullamento della gara spinge l'AGPC, la società che gestisce l'evento, a chiedere a Chase Carey che la gara venga solo rimandata, e non cancellata. La situazione porta i responsabili delle scuderie rimaste a organizzare una riunione, giovedì sera, col direttore di gara, Michael Masi, e con Ross Brawn: viene ipotizzata la tenuta del Gran Premio a porte chiuse, oppure il suo annullamento, così come la possibilità di disputare almeno le prove libere, prima di decidere definitivamente sulle sue sorti. Il team principal della Ferrari, Mattia Binotto, annuncia la volontà della sua scuderia di abbandonare Melbourne; la stessa linea è tenuta dall'Alfa Romeo, e dalla Renault.
Mantengono una posizione favorevole alla tenuta del Gran Premio, anche se a porte chiuse, la Red Bull Racing, la Scuderia AlphaTauri, la Racing Point e la Mercedes. Si astengono, invece, la Williams e la Haas. Si crea così una situazione di equilibrio, con quattro scuderie favorevoli alla disputa della gara, quattro contrarie (aggiungendo anche la McLaren che ha già deciso di abbandonare l'Australia), e due indecise. Il direttore tecnico della Formula 1, Ross Brawn, opta così per mantenere almeno le prove del venerdì.
Al venerdì mattino girano sul tracciato di Melbourne le biposto di Formula 1, per degli eventi promozionali, ma, poco dopo, su indicazione di Ola Källenius, presidente del consiglio di gestione della Daimler, preoccupato per l'immagine negativa che potrebbe derivare alla Formula 1 dalla tenuta della gara, nel mezzo della pandemia di COVID-19, la Mercedes annuncia la volontà di rinunciare al Gran Premio. Nella notte due piloti, Sebastian Vettel e Kimi Räikkönen, erano già partiti dall'Australia, alla volta dell'Europa. Tale decisione porta alla definitiva cancellazione della gara.
Come avvenuto nel 2019, la Ferrari era stata iscritta all'evento col solo nome di "Scuderia Ferrari", senza il title sponsor Mission Winnow in quanto sarebbe una forma indiretta di pubblicità al tabacco.
L'ex pilota di Formula 1 Emanuele Pirro era stato nominato quale commissario aggiunto per la gara. L'italiano ha svolto in passato, in diverse occasioni, tale funzione, l'ultima al Gran Premio del Brasile 2019.